# 里奥夫里奥德亚利斯特
里奥夫里奥德亚利斯特，是西班牙卡斯蒂利亚-莱昂萨莫拉省的一个市镇。 总面积112平方公里，总人口1023人（2001年），人口密度9人/平方公里。